# 正兴镇 (重庆市)
正兴镇，是中华人民共和国重庆市璧山区下辖的一个乡镇级行政单位。

## 行政区划
正兴镇下辖以下地区：
文华社区、太和社区、沙塝村、河堰村、金堂村、大面坡村、朝阳村、石院村、尖山子村、塆塘村、团结村、石龙村、卫寺村和曙光村。